# لوست إن سبيس (فلم)
لوست إن سبيس (بالإنجليزية: Lost in Space (film)) هو فيلم مغامرات وخيال علمي أمريكي عام 1998 من إخراج ستيفن هوبكنز، وبطولة ويليام هيرت، ومات ليبلانك، وغاري أولدمان، وهيذر جراهام. الحبكة مقتبسة من المسلسل التلفزيوني سي بي إس 1965-1968 الذي يحمل نفس الاسم (مستوحى من رواية 1812 عائلة روبنسون السويسرية للكاتب يوهان ديفيد ويس). العديد من الممثلين من البرنامج التلفزيوني يظهرون بشكل حجاب.
يركز الفيلم على عائلة روبنسون، الذين يقومون برحلة إلى نظام نجمي قريب لبدء الهجرة على نطاق واسع من أرض غير صالحة للسكن قريبًا، ولكن تم التخلص منها من قبل المخرب ويجب أن يحاولوا إيجاد طريقهم إلى المنزل. تلقى لوست إن سبيس مراجعات سلبية، وحقق 136.2 مليون دولار في جميع أنحاء العالم.

## القصة
في عام 2058، ستصبح الأرض غير صالحة للسكن قريبًا بسبب الآثار التي لا رجعة فيها للتلوث واستنفاد طبقة الأوزون. في محاولة لإنقاذ البشرية، ترسل قوة الفضاء العالمية المتحدة البروفيسور جون روبنسون، وزوجته مورين، وبناته جودي وبيني وابن صغير معجزة على متن سفينة الفضاء (جوبيتر 2) لاستكمال بناء هايبرجيت فوق كوكب ألفا برايم، والذي سيقوم بنقل سكان الأرض على الفور وتعبئة الكوكب الجديد. تمرد بيني من خلال كسر حظر التجول، في حين أن تجربة ويل الحائزة على جائزة والتي تتضمن السفر عبر الزمن وتمر دون أن يلاحظها أحد إلى حد كبير الفتنة العالمية، وهي جماعة إرهابية متحولة، تغتال طيار كوكب المشتري الثاني، الذي تم استبداله بالطيار المقاتل الرائد دون ويست، مما أثار استياءه.
طبيب العائلة الدكتور زاكاري سميث، جاسوس الفتنة يقوم بتخريب الروبوت الموجود على متن السفينة قبل الإطلاق، لكنه تعرض للخيانة من قبل زملائه وتركه فاقدًا للوعي مع انطلاق السفينة ودخول العائلة في النوم. ينشط الروبوت ويبدأ في تدمير أنظمة الملاحة والتوجيه، في طريقه إلى تدمير الأسرة يوقظ سميث آل روبنسون وويست، الذين تمكنوا من إخضاع الروبوت لكن السفينة تسقط في الشمس دون حسيب ولا رقيب. اضطرت السفينة لاستخدام محرك هايبر درايف التجريبي مع مسار غير مخطط له، حيث يتم نقل السفينة عبر الفضاء الفائق إلى كوكب بعيد في جزء مجهول من الكون.
أثناء مروره بتشويه غريب في الفضاء، وجد الطاقم سفينتين مهجورتين في المدار سفينة الأرض بروتيوس، وسفينة أخرى من الواضح أنها ليست من أصل بشري صعدوا على متن بروتيوس، مع سيطرة ويل على الروبوت المعدل الآن وجدوا بيانات ملاحية للوصول إلى ألفا برايم، ومخلوق مموه يسميه بيني «بلارب»، إلى جانب أدلة تشير إلى أن السفينة من المستقبل يتم مهاجمتهم من قبل مخلوقات تشبه العنكبوت خدش أحدهم سميث، وتضرر جسم الروبوت بشكل لا يمكن إصلاحه، لكن ويل يحفظ ذكاءه المحوسب.
الغرب يدمر السفينة للقضاء على العناكب، مما يتسبب في تحطم السفينة على الكوكب القريب، حيث يظهر تشويه آخر يعتقد ويل أنها تشوهات في الوقت المناسب، كما تنبأت تجربته لكن جون يتجاهل مدخلاته لاستكشاف فقاعة الوقت، واجه هو وويست نسخة مستقبلية من ويل وروبوت أعاد بناؤه بالذكاء المحفوظ. (أوهام السفر عبر الزمن في الحلقة التليفزيونية المفقودة في الفضاء عام 1967 بعنوان «رحلة إلى المستقبل»، مثل تمثال مستقبلي للروبوت وأحفاد الدكتور سميث وجودي، من المحتمل أن يكون لها تأثير على هذا الجزء من الفيلم. يشرح الويل الأقدم أن العناكب الباقية قتلت مورين وبيني وجودي بناء آلة الزمن، ينوي المستقبل العودة إلى الأرض لمنع كوكب المشتري الثاني من الإطلاق.
يقوم يونغ ويل وسميث بالتحقيق في الفقاعة الزمنية بأنفسهما يخدع سميث ويل لتسليم سلاحه، لكن تم إحباطه من خلال نسخة مستقبلية من نفسه تحولت بسبب إصابته عنكبوت إلى مخلوق يشبه العنكبوت، والذي كان يحمي ويل منذ مقتل بقية أفراد الأسرة. سيعود ويل والغرب الحاليان إلى كوكب المشتري الثاني بجرح سميث والروبوت، بينما يكشف المستقبل سميث عن خطته الحقيقية: لقد قتل روبنسون، لكنه أبقى ويل على قيد الحياة لبناء آلة الزمن، حتى يتمكن سميث من العودة إلى الأرض ويسكنها سلالة من العناكب.
يتذكر جون أن العناكب تأكل جرحى هم، يمزق كيس بيض سميث بكأس يتحول إلى سلاح يلتهمه جيش عنكبوت سميث ويلقي به في بوابة الوقت، ممزقًا إياه يجبر عدم استقرار الكوكب المتزايد كوكب المشتري الثاني على الإقلاع، لكنهم غير قادرين على الوصول إلى سرعة الهروب ويتم تدميرهم بواسطة حطام الكوكب. بعد أن أدرك أن والده لم يتخلى عنهم أبدًا، وأنه يحبه حقًا حدد ويل آلة الزمن لإعادة جون إلى عائلته، لكن هناك قوة كافية لشخص واحد من خلال وداعًا لعائلته، يُقتل ويل المستقبل بسبب الحطام المتساقط، ويجتمع جون مع عائلته الحية.
بعد أن أدرك جون أنهم لا يملكون القوة الكافية للهروب من الجاذبية الأرضية للكوكب، اقترح عليهم دفع السفينة لأسفل عبر الكوكب، مستخدمين الجاذبية جيدًا لإعادتهم إلى الفضاء لقد نجحو، لكن الكوكب يتحول إلى ثقب أسود ويقومون بتنشيط هايبر درايف للهروب. باستخدام البيانات الملاحية لـ بروتيوس لتعيين مسار محتمل لـ ألفا برايم، تنطلق السفينة في الفضاء الفائق.

## فريق العمل
- وليام هيرت في دور البروفيسور جون روبنسون.
- ميمي روجرز في دور الأستاذة مورين روبنسون.
- هيذر جراهام في دور د. جودي روبنسون.
- لاسي شابرت في دور بيني روبنسون.
- جاك جونسون بدور ويل روبنسون.
- مات ليبلانك في دور الرائد دون ويست.
- غاري أولدمان في دور الدكتور زاكاري سميث / سبايدر سميث.
- ديك توفيلد كصوت إنسان آلي.
- ليني جيمس في دور جيب والكر.
- مارك جودارد كجنرال.
- جون لوكهارت كمدير.
- مارتا كريستين كمراسل رقم 1
- أنجيلا كارترايت كمراسل رقم 2
- إدوارد فوكس كرجل أعمال.
- غاري أيه هيكر كصوت بلارب.
- جاريد هاريس في دور ويل روبنسون الأكبر سنًا.

## الإنتاج
بدأ التصوير في 3 مارس 1997 في استديوهات شيبيرتون بلندن، مع التخطيط لأكثر من 700 لقطة مؤثرات خاصة،  قام بها إندستريال لايت آند ماجيك ومتجر مخلوقات جيم هينسون كان فيلم لوست إن سبيس، الذي تبلغ تكلفته 70 مليون دولار، هو أمل شركة نيو لاين في إطلاق امتياز متعدد الوسائط، متبوعًا بمسلسلات تلفزيونية متحركة وحركة حية. تم عقد صفقات ترخيص مع تريند ماسترز للألعاب وهاربر بريزم وسكولاستيك للروايات المترابطة.

## الإطلاق

### استقبال نقدي
انتقد النقاد فيلم لوست إن سبيس عند إطلاق سراحه.  وأعطى روجر إيبرت الفيلم تقييمًا واحدًا ونصف من أصل أربعة، واصفًا إياه بـ "التصوير الغامض". وايد ميجور من بوكس أوفيس صنف الفيلم في 1 ونصف من 5، واصفا إياه بأنه "أغبى وأقل تكيف خيالي لمسلسل تلفزيوني مترجم حتى الآن إلى الشاشة". كان جيمس بيراردينيللي أكثر تفضيلًا، حيث منح الفيلم تقييمًا 2 ونصف من 4. أثناء امتداحه لتصميم مجموعة الفيلم، انتقد "خط القصة المتعرج والأبطال الذين لا حياة لهم"، قائلاً إن " لوست إن سبيس" تتميز ببعض تسلسلات الحركة التي تولد اهتزازات الأدرينالين، لكن هذه ليست صورة متحركة على حافة المقعد." 
قام المجمّعون عبر الإنترنت بتتبع المراجعات المعاصرة والحديثة لـ لوست إن سبيس في روتين توميتوز، حصل الفيلم على نسبة موافقة تبلغ 28٪ بناءً على 83 تقييمًا، بمتوسط درجات 4.7 / 10. يقول إجماع الموقع: «أخرج بشكل أخرق ويفقد معظم سحر المعسكرات للمسلسل التلفزيوني، لوست إن سبيس للأسف ترجع إلى عنوانها.»  حصل الفيلم على درجة 42 من أصل 100 على ميتاكريتيك، بناءً على آراء 19 صحفيًا، مما يشير إلى «مراجعات مختلطة أو متوسطة». الجماهير التي استطلعت آراؤها سينما سكور أعطت الفيلم متوسط درجة "B-" على مقياس A + إلى F.

### شباك التذاكر
في أسبوعه الأول، فقدت في الفضاء حقق $ 20154919 ولأول مرة في رقم واحد في شباك التذاكر، وإنهاء تيتانيك عقد بعد 15 أسابيع طويلة على موقف المركز الأول. تم افتتاحه في 3,306 مسارح وحقق متوسط 6096 دولارًا لكل عرض. بلغ إجمالي خسائر الفضاء 69,117,629 دولارًا في الولايات المتحدة، و 67,041,794 دولارًا خارج أمريكا، ليصل إجماليها العالمي إلى 136,159,423 دولارًا. اعتبرت هذه النتائج غير كافية لتبرير تكملة مخطط لها.

### الجوائز
تلقى لوست إن سبيس ستة ترشيحات لجائزة زحل، بما في ذلك أفضل ممثل مساعد عن أولدمان حصل الفيلم أيضًا على ترشيح لجائزة توت العليق الذهبي لأسوأ طبعة جديدة أو تكملة، لكنه خسر أمام غودزيلا (فيلم 1998) و المنتقمون و نفسية (فيلم 1998) في حفل توزيع جوائز ستينكر باد موفي لعام 1998، فاز الفيلم بأسوأ ممثلة مساعدة عن تشابيرت وتم ترشيحه لأربع جوائز أخرى: أسوأ أغنية في فيلم عن «لوست إن سبيس» (خسر أمام «تعال معي»)، أسوأ قيامة للتلفزيون عرض (خسر أمام المنتقمون)، أسوأ مخرج لهوبكنز (خسر أمام إرميا شيشيك في فيلم المنتقمون (فيلم))، وأسوأ صورة خسر أمام (سبايس ورلد (فيلم)).

## روابط خارجية
- مقالات تستعمل روابط فنية بلا صلة مع ويكي بيانات